# Manja von Engelhardt
Marie Alexandra Johanna Baronesse von Engelhardt, Ehename ab 1921 Herschel, ab 1936 Croïn (* 24. Maijul. / 5. Juni 1895greg.in Dorpat, Gouvernement Livland, Russisches Kaiserreich; † 13. April 1977 in Dordrecht, Niederlande, oder 13. September 1977 in Windhoek, Namibia), war eine deutsch-baltische Malerin, Bildhauerin und Medailleurin.

## Leben
Manja von Engelhardt wurde als Tochter des Landschaftsmalers Robert von Engelhardt und dessen erster Ehefrau, der Niederländerin Maria Antonetta Charlotta Wijnmalen (1872–1952), einer Tochter des Fabrikanten Cornelius Wilhelmus Catharinus Wijnmalen (1847–1911), in Dorpat geboren. Dort erhielt sie künstlerischen Unterricht bei einer Meisterin namens Schwarz. Später lebte sie in Berlin, dann in Den Haag. Am 7. Juli 1921 heiratete sie in Rotterdam den um 1879 in Krefeld geborenen Bauingenieur Heinrich „Heinz“ Ferdinand Hermann Herschel. Ihre Ehe wurde im Juli 1935 geschieden. Am 24. November 1936 wurde sie in Den Haag Ehefrau des Constant Charles Adolphe Croïn (1893–1968).
Im Haag war sie 1931 Schülerin des Bildhauers und Medailleurs Toon Dupuis (1877–1937). Dort wurde sie auch Mitglied der Künstlervereinigung Pulchri Studio. Als Künstlerin pflegte sie eine figurative Formensprache. Sie gestaltete Figuren und Porträts, auch die Stempel folgender Medaillen:
- 100 Jahre Koninklijke Nederlandsche Edelmetaalbedrijven (1935)
- Internationaler Juwelierkongreß der BIBOA in Berlin (1935, nur Rückseite, mit Bildnis des Ehrenpräsidenten Carl Eduard Herzog von Sachsen-Coburg und Gotha)
- 300. Todestag des spanischen Dichters Lope de Vega (1935)